# Judgment!
Judgment! è un album di Andrew Hill, pubblicato dalla Blue Note Records nel 1964. Il disco fu registrato l'8 gennaio 1964 al Van Gelder Studio di Englewood Cliffs, New Jersey (Stati Uniti).

## Tracce
Brani composti da Andrew Hill
Lato A
1. Siete Ocho – 8:57
2. Flea Flop – 7:21
3. Yokada Yokada – 5:17

Durata totale: 21:35
Lato B
1. Alfred – 7:04
2. Judgment – 6:54
3. Reconciliation – 7:23

Durata totale: 21:21
Edizione CD del 2005, pubblicato dalla Blue Note Records (7243 5 63841 2 5)
Brani composti da Andrew Hill
1. Siete Ocho – 8:58
2. Flea Flop – 7:21
3. Yokada Yokada – 5:17
4. Alfred – 7:04
5. Judgment – 6:54
6. Reconciliation – 7:24
7. Yokada Yokada – 5:12 – Bonus Track - Alternate Take

Durata totale: 48:10

## Musicisti
- Andrew Hill - pianoforte
- Bobby Hutcherson - vibrafono
- Richard Davis - contrabbasso
- Elvin Jones - batteria